# Karlos Nasar
Karlos May Nasar, född 12 maj 2004 i Paris, Frankrike är en bulgarisk tyngdlyftare.
Nasar vann guld vid olympiska sommarspelen 2024 i 89 kg-klassen efter att ha slagit nytt världsrekord med 404 kg. Han hade tidigare vunnit VM-guld i tyngdlyftning (81 kg) redan som 17-åring år 2021.